# Aeternitas
Aeternitas é uma banda alemã de symphonic metal.

## Biografia
Aeternitas foi criada no Verão de 1999 por Alexander Hunzinger e Anja Malchau, que tocaram juntos na banda Monasteryum. No Outono desse ano, assinaram contrato com a gravadora Godz Greed Records. Para gravarem algum material contrataram o vocalista Kornelius Bottcher, o baixista Andreas Libera e a vocalista Anneke Stemmer. Logo no ano seguinte, a banda lançou o primeiro álbum Requiem.
Como as críticas deste álbum foram tão positivas, a banda decidiu dar um concerto. Para isso, contratou Sandra Wolf, Stephan Borchert, Mirko Lipke, Thomas Teschner e Sebastian Siegert.
Em 2002 começaram a gravar o segundo álbum, intitulado La Danse Macabre. Andreas Libera deixou a banda antes da gravação deste álbum, e foi substituído por Martin Hertz. Sebastian Siegert e Stephan Borchert abandonaram a banda depois da gravação de La Danse Macabre.
O último álbum lançado pela banda, Tales of the Grotesque (2018), foi baseado nos contos de Edgar Allan Poe.

## Membros

### Actuais
- Alexander Hunzinger – guitarra, vocais, teclados
- Birger Hinz – vocais
- Anja Malchau –  teclados
- Martin Hertz –  baixo
- Doria Theis – vocais
- Oliver Bandmann – vocais
- Daniel T. Lentz - guitarra
- Frank Möelk - bateria

### Fundadores
- Sandra Wolf – vocais
- Thomas Teschner - guitarra
- Mirko Lipke –  guitarra
- Sebastian Siegert – bateria
- Stephan Borchert - vocais
- Andreas Libera – baixo, vocais

## Discografia
- Requiem (2000)
- La Danse Macabre (2004)
- Rappacinis Tochter (2008)
- House of Usher (2016)
- Tales of the Grotesque (2018)